# Touroulia amazonica
Touroulia amazonica är en tvåhjärtbladig växtart som beskrevs av João Murça Pires och A. S.Foster. Touroulia amazonica ingår i släktet Touroulia och familjen Ochnaceae. Inga underarter finns listade i Catalogue of Life.